# Holzheim (Neu-Ulm)
Pour les articles homonymes, voir Holzheim.
Holzheim est une commune de Bavière (Allemagne), située dans l'arrondissement de Neu-Ulm, dans le district de Souabe.